# La sirenetta (film 2023)
La sirenetta (The Little Mermaid) è un film del 2023 diretto e co-prodotto da Rob Marshall.
Prodotto dalla Walt Disney Pictures, è il remake live action dell'omonimo film d'animazione del 1989, basato sull'omonima fiaba di Hans Christian Andersen. Il film è interpretato da Halle Bailey nel ruolo della protagonista Ariel, accanto a Jonah Hauer-King, Daveed Diggs, Awkwafina, Jacob Tremblay, Noma Dumezweni, Javier Bardem e Melissa McCarthy.

## Trama
Ariel è una principessa sirena, nonché la figlia più giovane di Re Tritone, il sovrano del popolo del mare. Ella è affascinata dal mondo umano nonostante non l'abbia mai visto, siccome suo padre proibisce a tutto il popolo del mare di andare in superficie, dopo la tragica morte di sua moglie, la regina, uccisa proprio dagli umani. Ariel colleziona oggetti umani con il supporto del suo migliore amico, Flounder, un sergente maggiore, e Scuttle, una sula bassana.
Un giorno, la sirena perde la riunione della Luna Corallo a cui avrebbe dovuto partecipare con le sue sorelle, per cui viene rimproverata dal padre. Più tardi, Ariel viene attirata dal rumore e dalle luci dei fuochi d'artificio, quindi nuota per la prima volta fino alla superficie per vederli da vicino. Essi provengono dalla nave di Eric, il principe di un regno su una vicina isola caraibica. Ariel lo sente raccontare al Primo Ministro, Grimsby, del suo desiderio di esplorare l'ignoto e aiutare la gente del suo regno. Poco dopo però, scoppia una tempesta e la nave si schianta contro gli scogli, costringendo tutti i marinai a fuggire sulle scialuppe di salvataggio. Eric cade in mare, ma per fortuna Ariel lo salva e lo porta a riva, dove canta con la sua voce di sirena per salvargli la vita, ma subito dopo lei fugge via. Il principe si riprende, ma la sua madre adottiva, la regina Selina, lo rimprovera e così gli proibisce di salire di nuovo su una nave.
Il comportamento distratto di Ariel viene criticato dalle sue sorelle. Sentendo ciò, Tritone chiede spiegazioni al suo consigliere Sebastian il granchio, che gli rivela che la figlia ha salvato la vita a un umano. Arrabbiato che sua figlia l'abbia disobbedito, il re si reca alla grotta della figlia e distrugge con il suo tridente tutta la sua collezione di oggetti umani. Dopo che Tritone se ne va, Ariel scoppia a piangere, venendo poi avvicinata da una coppia di murene che le mostrano un'immagine della strega del mare Ursula, la sorella minore di Tritone e zia della protagonista, che è stata bandita da Atlantica molti anni prima, la quale si offre di aiutare la sirena.
Ariel segue le murene fino al covo di Ursula, che le propone un patto: la trasformerà in un'umana per tre giorni, durante i quali la sirena deve ricevere il "bacio del vero amore" da Eric se vuole rimanere un'umana per sempre. Ma se dovesse fallire, si ritrasformerà in una sirena e apparterrà a Ursula. Inoltre Ariel dovrà rinunciare alla sua coda, alla capacità di respirare sott'acqua e come pagamento alla sua voce di sirena, che la strega conserverà in una conchiglia di nautilus attorno al suo collo. Ariel accetta il patto e riceve le gambe umane, venendo portata in superficie da Flounder e Sebastian, dopodiché viene salvata da un pescatore, che la porta nel regno dell'isola e al castello di Eric. Il principe, che sta cercando la ragazza che gli ha salvato la vita, si precipita ad incontrare Ariel quando viene a sapere del suo arrivo. Quest'ultima è emozionata, ma non avendo più la voce, Eric si allontana immediatamente. Più tardi quella sera, Ariel esplora il castello e trova la collezione di oggetti che il principe aveva accumulato durante i suoi viaggi. I due trascorrono la serata insieme esaminando attentamente la sua collezione.
Il giorno seguente, Eric porta Ariel a visitare il regno. Sebastian, che ha seguito la sirena sulla terraferma, si rende conto che Ursula ha sabotato l'incantesimo, facendo dimenticare ad Ariel che ha bisogno di baciare Eric. Il granchio, Scuttle e Flounder si assumono dunque il compito di spingere i due a baciarsi. Arrivano quasi a riuscirci, ma vengono ostacolati dalle murene di Ursula. La strega, (il cui vero intento è quello di sfruttare Ariel per spodestare Tritone) infuriata perché il suo piano stava rischiando di fallire, si trasforma così in una bellissima ragazza di nome Vanessa, usando la voce di sirena di Ariel per ipnotizzare Eric.
La mattina seguente, la protagonista e i suoi amici scoprono con orrore e sgomento che il principe avrebbe annunciato più tardi il suo fidanzamento con Vanessa. Scuttle scopre la vera identità di quest'ultima e informa Ariel, che si precipita alla festa di fidanzamento e affronta Ursula per distruggere la conchiglia intorno al suo collo. Alla ragazza viene restituita la voce e l'incantesimo su Eric viene spezzato. Ma prima che i due possano baciarsi, il sole tramonta e la protagonista si trasforma di nuovo in una sirena. Ursula ritorna alla sua forma originale per poi afferrare la nipote e tuffarsi nell'oceano.
La strega affronta Tritone, che le ordina di lasciare andare Ariel. Ma lei rivela che l'accordo che ha fatto con la sirena è infrangibile. Il re si offre così di prendere il posto di Ariel e viene ridotto in polvere dalle murene di Ursula, davanti agli occhi sconvolti della figlia. La strega si impossessa del tridente e della corona di Tritone, ma prima che possa uccidere Ariel, Eric arriva in suo aiuto e la ferma; nella mischia, Ursula elimina accidentalmente le sue murene. Infuriata, la strega si gonfia di collera diventando enorme e col tridente provoca una tempesta per ostacolare Ariel ed Eric. Mentre quest'ultimo distrae Ursula, la sirena si arrampica su una nave emersa e gira il timone al momento giusto, trafiggendo a morte la strega con il bompresso spezzato. Dopo la morte di Ursula, Tritone torna in vita e riconosce il sacrificio di Eric nei confronti suoi e di Ariel. 
Il principe riesce a tornare a casa, dove Selina si rende conto che l'amore dei due era reale. Anche Tritone capisce che, sebbene la figlia sia al sicuro come voleva, è infelice senza Eric. Su consiglio di Sebastian, il re trasforma Ariel in umana in modo permanente, potendo così ricongiungersi al suo amato. La coppia decide di viaggiare insieme per il mondo, con la benedizione di entrambi i genitori e il sostegno del popolo di entrambi i loro mondi.

## Personaggi
- Ariel, interpretata da Halle Bailey: una curiosa e testarda principessa sirena e la figlia più giovane di Re Tritone, che è affascinata dal mondo degli umani.
- Eric, interpretato da Jonah Hauer-King: un avventuroso principe umano dallo spirito libero di cui Ariel si innamora dopo averlo salvato dall'annegamento.
- Ursula, interpretata da Melissa McCarthy: una perfida e subdola strega del mare, sorella esiliata di Re Tritone e zia di Ariel, con la quale la nipote stringe un patto per diventare un'umana, che fa segretamente parte del piano di Ursula per conquistare Atlantica.
- Vanessa, interpretata da Jessica Alexander e doppiata da Halle Bailey: l'alter ego umano di Ursula, che usa per sabotare il suo patto con Ariel.
- Re Tritone, interpretato da Javier Bardem: il padre severo e iperprotettivo di Ariel e il sovrano di Atlantica che ha dei pregiudizi verso gli umani a causa della morte di sua moglie per mano di uno di loro.
- Sebastian, doppiato da Daveed Diggs: un granchio leale e fidato servitore di Re Tritone, incaricato di sorvegliare Ariel.
- Flounder, doppiato da Jacob Tremblay: un ansioso ma nobile pesce sergente maggiore, che è il migliore amico di Ariel.
- Scuttle, doppiata da Awkwafina: una sciocca sula bassana, amica di Ariel, che le fornisce descrizioni inaccurate di ogni oggetto che la sirena trova in superficie. La scelta della sula, invece di un gabbiano come nel film originale, viene dal poter includere il personaggio nelle scene sott'acqua.
- Regina Selina, interpretata da Noma Dumezweni: la madre adottiva di Eric e la regnante di un'isola nei Caraibi.
- Sir Grimsby, interpretato da Art Malik: il primo ministro del regno di Selina e il fedele confidente di Eric che agisce come una figura paterna per lui.
- Lashana, interpretata da Martina Laird: la domestica di Eric, che è basata sul personaggio di Carlotta del film originale.
- Rosa, interpretata da Emily Coates: una giovane domestica nel castello di Eric.
- Hawkins, interpretato da Christopher Fairbank: un compagno di bordo di Eric.
- Mulligan, interpretato da John Dagleish: un compagno di bordo di Eric.
- Indira, Caspia, Tamika, Perla, Karina e Mala: sono le sei sorelle di Ariel.
- Flotsam e Jetsam: sono le due murene verdi tirapiedi di Ursula.
- Max: è il cane di Eric di razza bobtail.

## Produzione

### Sviluppo
Il 25 maggio 2016 Deadline Hollywood riportò che la Disney era nei primi stadi di sviluppo di un adattamento in live action de La sirenetta. Il 16 agosto 2016 fu annunciato che Lin-Manuel Miranda, un fan del film originale, avrebbe co-prodotto il film insieme a Marc Platt.
Il 6 dicembre 2017, fu riportato che a Rob Marshall era stato chiesto dalla Walt Disney Company di dirigere il film, mentre Jane Goldman avrebbe scritto la sceneggiatura. Il 5 dicembre 2018 Marshall rivelò che lui, John DeLuca e Marc Platt erano stati ingaggiati per iniziare a sviluppare il progetto per l'adattamento cinematografico, e affermò che "John e Marshall hanno cominciato il nostro lavoro cercando di esplorarlo e configurarlo", e che sentiva che "è un film molto complicato da portare da animazione a live action. Il live action è un mondo totalmente diverso perciò devi stare attento a come lo fai, per cui stiamo iniziando dalla fase di esplorazione". Nel corso dello stesso dicembre, Marshall fu ufficialmente ingaggiato come regista del film. Durante un'intervista del 21 dicembre 2018, Marshall rivelò che il film era nei primi stadi di sviluppo, affermando che lo studio stava esplorando i modi per trasporre la storia dell'originale nel live action. Il 3 luglio 2019 fu rivelato che David Magee, che in precedenza aveva scritto per Marshall la sceneggiatura de Il ritorno di Mary Poppins, aveva scritto la sceneggiatura insieme alla Goldman.

### Casting
Il 27 giugno 2019, è stato annunciato che Melissa McCarthy era in trattative per interpretare Ursula nel film. Il 1º luglio, Awkwafina e Jacob Tremblay sono stati scritturati nel film rispettivamente nei panni di Scuttle e Flounder. Il 3 luglio successivo è stato annunciato che Halle Baile avrebbe ricoperto il ruolo principale di Ariel. Nello stesso mese, Javier Bardem si è unito al cast come il padre della protagonista, mentre Harry Styles e Jack Whitehall erano gli attori più quotati per il ruolo del principe Eric. Tuttavia, nell'agosto 2019, è stato rivelato che Harry Styles aveva rifiutato la parte per organizzare il suo tour dell'anno successivo; ciononostante, a causa della pandemia di COVID-19, il Love on Tour del cantante è stato posticipato e il ruolo di Prince Eric è andato all'attore britannico Jonah Hauer-King. Nel mese di ottobre, Daveed Diggs, che in precedenza aveva lavorato al musical di Lin-Manuel Miranda, Hamilton, si è unito al cast come la voce di Sebastian il granchio. Jodi Benson, la voce originale di Ariel nel film d'animazione, ha un cameo nel film come venditrice al mercato durante il giro per il regno di Ariel e Eric.

### Riprese

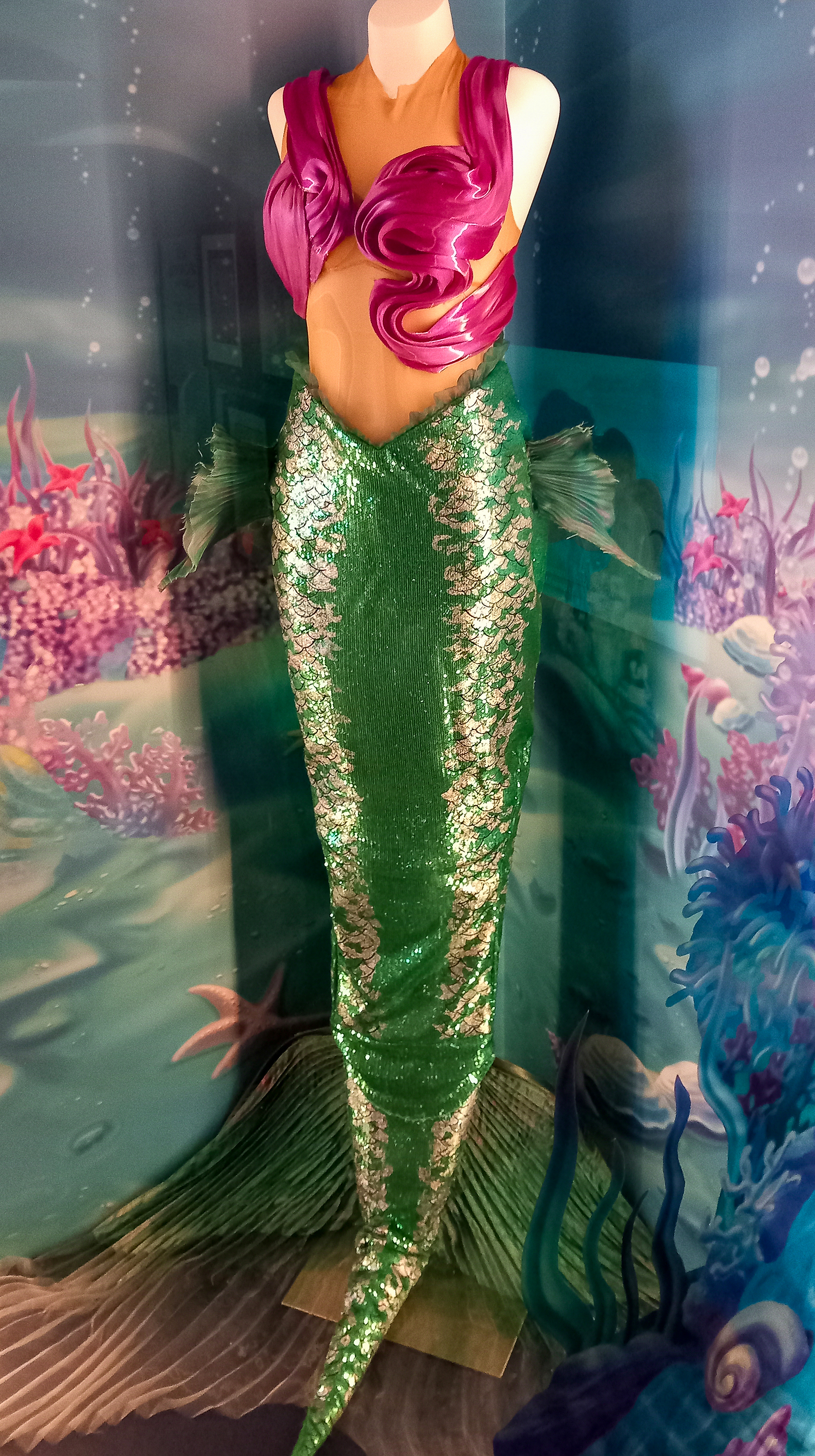
Il costume di Ariel del film. È stato progettato da Colleen Atwood.

Le riprese principali sono iniziate ai Pinewood Studios di Iver il 30 gennaio 2021 e sono proseguite in diverse località della costa settentrionale della Sardegna durante i mesi estivi tra Santa Teresa Gallura, Aglientu, Castelsardo e Golfo Aranci, prima di terminare l'11 luglio dello stesso anno. La scelta di registrare le scene in Sardegna è stata raccontata dal regista Rob Marshall in un comunicato stampa Disney:
(Rob Marshall)

## Colonna sonora
La colonna sonora del film è stata composta da Alan Menken, già autore delle musiche del film d'animazione. La colonna sonora include canzoni dal film originale, una seconda reprise del brano Part of Your World e tre nuove canzoni, scritte da Menken e da Lin-Manuel Miranda.

## Promozione
Il primo teaser trailer del film è stato pubblicato il 9 settembre 2022. Il trailer ufficiale è stato mostrato in anteprima mondiale durante la 95ª edizione dei Premi Oscar e poi pubblicato online insieme a un nuovo poster.

## Distribuzione
La premiere del film è avvenuta l'8 maggio 2023 a Los Angeles; è stata poi distribuita nelle sale cinematografiche italiane il 24 maggio dello stesso anno ed in quelle statunitensi dal 26 maggio 2023.

### Edizione italiana
Il doppiaggio italiano è stato eseguito dalla società Iyuno Rome e diretto da Massimiliano Alto su dialoghi di Roberto Morville. Le canzoni originali riutilizzano gli stessi testi italiani adoperati per il classico e ad opera di Ermavilo mentre quelli delle nuove canzoni portano la firma di Lorena Brancucci; la direzione musicale è a cura di Virginia Brancucci. All'edizione italiana hanno partecipato i cantanti Yana C nel ruolo di Ariel (solo per la parte cantata, mentre quella parlata è affidata a Sara Labidi) e Mahmood nel ruolo di Sebastian. Inoltre l'attrice e doppiatrice Simona Patitucci, che nel classico dava la voce ad Ariel, qui presta la voce ad Ursula.

## Riconoscimenti
2023 - Queerty
- La prossima grande novità

2023 - Golden Trailer Awards
- Candidatura per la miglior colonna sonora originale (In fondo al mar)

2023 - The Bulletin Awards
- Miglior attrice in un film a Halle Bailey
- Film dell'anno

2023 - Hollywood Music in Media Awards
- Candidatura per la miglior canzone originale - film di fantascienza/fantasy (Per la prima volta)
- Candidatura per la miglior canzone originale - film di fantascienza/fantasy (Acque inesplorate)
- Candidatura per la miglior canzone - performance sullo schermo (film) a Halle Bailey (Per la prima volta)
- Candidatura per film biopic o musical a tema musicale

2023 - North Texas Film Critics Association
- Candidatura per la miglior nuova arrivata a Halle Bailey (anche per Il colore viola)

2024 - Black Reel Awards
- Candidatura per le prestazioni eccezionali e rivoluzionarie a Halle Bailey
- Candidatura per la miglior colonna sonora

2024 - Saturn Awards
- Candidatura per il miglior film fantasy
- Candidatura per la miglior attrice non protagonista a Melissa McCarthy
- Candidatura per la miglior attrice emergente a Halle Bailey
- Candidatura per la miglior colonna sonora a Alan Menken

2024 - People's Choice Awards
- Candidatura per il film dell'anno
- Candidatura per la star del cinema femminile dell'anno a Halle Bailey
- Candidatura per la performance cinematografica dell'anno a Melissa McCarthy

2024 - BET Awards
- Candidatura per il miglior film
- Candidatura per la miglior attrice a Halle Bailey (anche per Il colore viola)

2024 - Nickelodeon Kids' Choice Awards
- Candidatura per il film preferito
- Candidatura per l'attrice cinematografica preferita a Halle Bailey
- Candidatura per l'attrice cinematografica preferita a Melissa McCarthy
- Candidatura per il cattivo preferito a Melissa McCarthy

## Accoglienza

### Incassi
Il film ha incassato 298172056 $ in Nordamerica (con un'ottima performance al box office statunitense) e 271454233 $ nel resto del mondo per un incasso totale di $569626289 $ a fronte di un budget di 250 milioni e un budget iniziale di marketing e pubblicità tra i 140-50 milioni, diventando il sesto maggiore incasso del 2023. Secondo Deadline Hollywood, un incasso internazionale ideale per arrivare al pareggio di bilancio e rendere il film profittevole sarebbe stato di 560 milioni, una volta finita la sua corsa e calcolati gli influssi provenienti da altre entrate, come il marketing, per poi successivamente rivelarsi aumentare ad almeno 750 milioni circa (questa cifra non è però stata confermata). Tra i remake live-action della Disney, il film è il secondo riadattamento più costoso e il settimo con il maggior incasso fino ad oggi.

### Critica
Su Rotten Tomatoes il film ha un gradimento del 67% da parte della critica, sulla base di 346 recensioni con un voto medio di 6,3/10; e del 94% da parte del pubblico. Il consenso critico generale sul sito recita: «Con un grande splash di Halle Bailey nel ruolo della protagonista, il live-action Disney della Sirenetta si colloca tra le migliori rivisitazioni dello studio». Su Metacritic, che utilizza una media ponderata sulle recensioni, ha assegnato al film un punteggio di 59 su 100, sulla base di 54 recensioni, indicando "recensioni miste o medie". Il pubblico raccolto da CinemaScore ha dato al film un voto medio "A" su una scala da A+ a F, mentre quello raccolto da PostTrak gli ha dato un voto positivo generale del 91%, con il 76% che lo consiglierebbe.
Vanessa Armstrong di /Film l'ha definito un remake in live-action "ben fatto" che "migliora l'originale" e non ha dubbi che "diventerà una parte indelebile dell'infanzia di molte persone", e ha aggiunto: "non vedo l'ora di vederlo insieme a mia figlia". Molly Edwards di Total Film gli ha dato quattro stelle su cinque e l'ha definito "una frizzante, incantevole nuova versione che supera l'originale, con una performance perfetta di Halle Bailey". Zoë Rose Bryant di Next Best Picture ha lodato il senso di nostalgia e definito Bailey e Hauer-King le "star del film". Ha, tuttavia, criticato gli effetti speciali, benché li abbia definiti "di gran lunga superiori a quello che degli ingannevoli trailer ti porterebbero a pensare". Peter Debruge di Variety ha lodato il film, affermando che "Halle Bailey è la ragione che qualsiasi pubblico dovrebbe usare per giustificare la rivisitazione dei classici Disney". Lex Briscuso di TheWrap l'ha definito "un'innovativa interpretazione di un amaro classico che non ha paura di prendere una fiaba e renderla il più reale possibile, invitando il pubblico ad immergersi in acque inesplorate al fianco dei suoi coinvolgenti e affascinanti personaggi". Brian Lowry di CNN ha scritto che il film "sorregge bene il peso delle aspettative, preservando l'essenza dell'originale ma aggiornando gli aspetti che ne avevano bisogno pur cavalcando una calda, irresistibile onda di nostalgia". Ross Bonaime di Collider ha scritto che "potrebbe non raggiungere la grandezza dell'originale, ma è uno dei rari remake che meritano di fare parte del nostro mondo".
Maureen Lee Lenker dell'Entertainment Weekly scrive che «il mare è migliore di qualsiasi altra ambientazione dalla Disney in live-action in quasi un decennio» ritenendo che il film è in grado di «giustificare la sua esistenza al di là di un palese incasso». Lee Lenker apprezza inoltre l'interpretazione di Hauer-King, McCarthy e Bailey, quest'ultima consapevole «dell'opportunità di dare al mondo una principessa Disney per una nuova generazione». Anche Moira MacDonald del Seattle Times ha elogiato l'interpretazione della Bailey, affermando che «la sua voce canora è dolce e potente al tempo stesso, e il suo sorriso è di quelli che fanno danzare i sogni».
Hillary Busis di Vanity Fair ha apprezzato principalmente le interpretazioni di McCarthy «sorniona e amorale; [...] di gran lunga la parte migliore del film» e di Bailey definita «un'Ariel naturale: aperta, espressiva, con occhi spalancati che la fanno sembrare ultraterrena anche quando scruta la terraferma». Tuttavia nel complesso Busis scrive che il film sia «un mix inquietante di copie conformi e materiale aggiunto superfluo». Similmente Justin Chang del Los Angeles Times «ciò che viene proiettato sullo schermo ha troppo spesso l'aria di una vuota imitazione di seconda categoria, e le poche differenze sembrano motivate meno da uno spirito di immaginazione che da un'ansia senza gioia»; Chang scrive che Bailey recita «un'eroina empatica e degna di essere vista» sottolineando «come alcuni, assurdamente, hanno scelto di non essere d'accordo fin dal momento in cui hanno saputo che un attore nero avrebbe interpretato un personaggio originariamente concepito come bianco».

## Casi mediatici
Ancor prima dell'uscita nelle sale, la pellicola è stata oggetto di controversie da parte di una fetta di pubblico a causa della scelta di rappresentare Ariel nera anziché bianca come nel film del 1989. Molti altri tra cui Lin-Manuel Miranda, produttore e paroliere del film, hanno criticato il responso negativo, definendolo razzista.
Durante un'intervista nell'agosto del 2019, Halle Bailey affermò di "non prestare attenzione alla negatività", mentre Auliʻi Cravalho, che aveva interpretato Ariel in uno spettacolo musicale basato sul film, si disse entusiasta nel vedere la Bailey nei panni del personaggio. Jodi Benson, la voce originale della sirena nel film del 1989 e nei relativi media, ha sostenuto Halle affermando, "Penso che ciò che conti davvero di un personaggio sia il suo spirito". Anche Brandy Norwood, la prima donna di colore a interpretare Cenerentola nell'omonimo film Disney del 1997 e Anika Noni Rose, la voce originale di Tiana (la prima principessa Disney afro-americana) hanno apprezzato il casting della Bailey come Ariel. Rachel Zegler, che ha interpretato Maria in West Side Story di Steven Spielberg del 2021 e interpreterà la protagonista nel remake in live-action Disney del 2025 di Biancaneve è stata un'altra a esprimere il suo supporto per la Bailey. Nel febbraio 2023 quest'ultima ha affermato di cercare di ignorare le critiche dei troll razzisti sui social media e di concentrarsi sull'attesa per l'uscita del film. In un'intervista per The Face ha aggiunto: "So che la gente dice: 'Non ruota tutto intorno alla razza.' Ma adesso che sono lei... La gente non comprende che quando sei nero c'è tutta quest'altra comunità... È importante per noi vederci rappresentati".

## Altri media
Nel 2023 viene annunciata una nuova serie basata sul film, intitolata Ariel. Sarà sempre un prequel del film e uscirà nel 2024 su Disney Junior, la serie narra le avventure di Ariel da bambina in fondo al mare.

## Sequel
Nell'ottobre 2022, dopo le ripercussioni positive dei bambini neri durante la visione del trailer, sono emerse voci secondo cui la Disney aveva contattato Halle Bailey per negoziare un possibile sequel. Nell'aprile 2023, Marshall ha accennato al potenziale per i sequel se il film avrà successo: "È una storia classica che ha molti personaggi e molte storie interessanti. Penso che sia giusto per certe cose. Ma bisogna vedere come funziona il film, e come funziona... Penso che ci sia sempre l'opportunità di trovare storie all'interno di storie. È sempre una cosa meravigliosa". Il mese successivo, Bailey e Jonah Hauer-King hanno parlato del sequel animato La sirenetta II - Ritorno agli abissi (2000), dicendo che gli è piaciuto e che avrebbero accettato di riprendere i loro ruoli se fosse stato adattato in live action.